# L'arte dei rumori

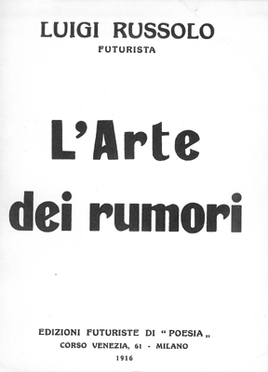
Copertina de L'arte dei rumori di Luigi Russolo, pubblicato in forma di libro nel 1916.

L'arte dei rumori è un manifesto futurista scritto da Luigi Russolo in una lettera del 1913 all'amico e compositore futurista Francesco Balilla Pratella. In esso Russolo sostiene che l'orecchio umano si è abituato alla velocità, all'energia e al rumore del paesaggio sonoro industriale urbano; inoltre, questa nuova tavolozza sonora richiede un nuovo approccio alla strumentazione e composizione musicale. Propone una serie di conclusioni su come l'elettronica e le altre tecnologie consentiranno ai musicisti futuristi di "sostituire" la limitata varietà di timbri che l'orchestra possiede oggi con la varietà infinita di timbri dei rumori, riprodotti con meccanismi appropriati".
L'arte dei rumori è considerato da alcuni autori uno dei testi più importanti e influenti nell'estetica musicale del XX secolo.

## L'evoluzione del suono

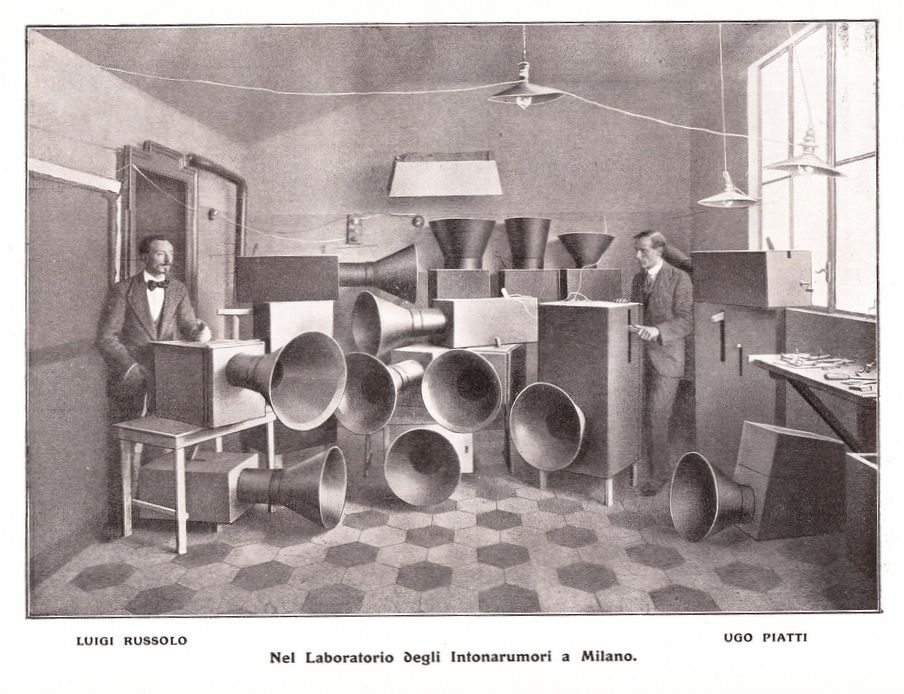
Strumenti per musica futuristica, chiamati "Bruitism", parzialmente azionati elettricamente, costruiti da Russolo, 1913

Il saggio di Russolo esplora le origini dei suoni creati dall'uomo.

### "La vita antica era tutto silenzio"
Russolo afferma che il "rumore" è nato per la prima volta come risultato delle macchine del XIX secolo. Prima di allora il mondo era un luogo tranquillo, se non silenzioso. Con l'eccezione di tempeste, cascate e attività tettonica, il rumore che punteggiava questo silenzio non era forte, prolungato o vario.

### Primi suoni
Osserva che la prima "musica" era molto semplice e fu creata con strumenti molto semplici e che molte antiche civiltà consideravano sacri i segreti della musica e la riservavano a riti e cerimonie religiose. La teoria musicale greca si basava sulla matematica del tetracordo di Pitagora, che non consentiva alcuna armonia. Gli sviluppi e le modifiche al sistema musicale greco furono fatti durante il Medioevo, il che portò ad una musica come il canto gregoriano. Russolo nota che durante questo periodo i suoni erano ancora strettamente visti come "svolgersi nel tempo". L'accordo non esisteva ancora.

### "Il suono completo"

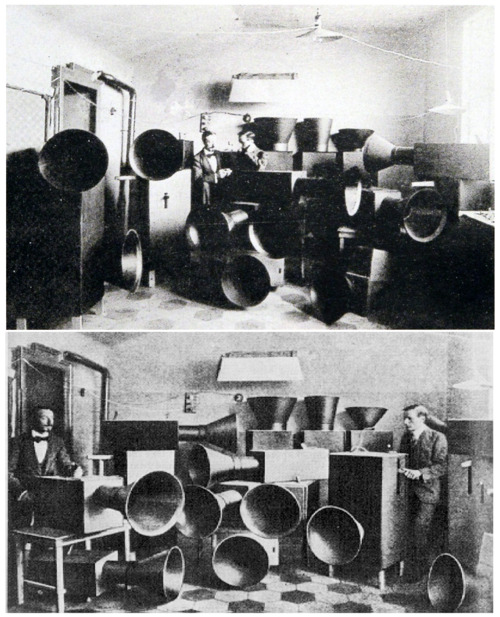
Strumenti costruiti da Russolo, foto pubblicata nel suo libro L'arte dei rumori del 1913

Russolo si riferisce all'accordo come al "suono completo", alla concezione di varie parti che formano e sono subordinate al tutto. Osserva che gli accordi si sono sviluppati gradualmente, passando prima dalla "triade consonantica alle dissonanze coerenti e complicate che caratterizzano la musica contemporanea". Osserva che mentre la musica antica cercava di creare suoni dolci e puri, essa divenne progressivamente sempre più complessa, con i musicisti che cercavano di creare accordi nuovi e più dissonanti. Questo, dice, si avvicina sempre più al "suono-rumore".

### Rumore musicale
Russolo confronta l'evoluzione della musica con la moltiplicazione dei macchinari, sottolineando che il nostro ambiente sonoro un tempo desolato è diventato sempre più pieno del rumore delle macchine, incoraggiando i musicisti a creare una "polifonia più complicata" al fine di provocare emozioni e suscitare le nostre sensibilità. Osserva che la musica si è sviluppata verso una polifonia più complicata, cercando una maggiore varietà di timbri e colori di tono.

### Rumore-Suoni
Russolo spiega come "il suono musicale è troppo limitato nella sua varietà di timbri". Suddivide i timbri di un'orchestra in quattro categorie di base: strumenti ad arco, fiati in metallo, fiati in legno e percussioni. Egli dice che dobbiamo "uscire da questo circolo limitato di suoni e conquistare l'infinita varietà di suoni-rumore" e che la tecnologia ci consentirebbe di manipolare i rumori in modi che non avrebbero potuto essere fatti con strumenti precedenti.

### Suoni futuri
Russolo afferma che la musica ha raggiunto un punto che non ha più il potere di eccitare o di ispirare. Anche quando è nuova, sostiene, sembra sempre vecchia e familiare, lasciando il pubblico "in attesa della straordinaria sensazione che non arriva mai". Esorta i musicisti a esplorare la città con "le orecchie più sensibili degli occhi", ascoltando l'ampia gamma di rumori che sono spesso dati per scontati, ma (potenzialmente) di natura musicale. Sente che a questi rumori può essere dato tono e "regolati armonicamente", pur conservandone l'irregolarità e il carattere, anche questo se richiede l'assegnazione di più toni a determinati rumori.

## Sei famiglie di rumori per l'orchestra futurista
Russolo vede l'orchestra futurista trarre i suoi suoni da "sei famiglie di rumori":
1. Rombi, tuoni, scoppi, scrosci, tonfi, boati
2. Fischi, sibili, sbuffi
3. Bisbigli, mormorii, brusii, gorgoglii
4. Stridori, scricchiolii, fruscii, ronzii,[7] Crepitii, stropiccii [7]
5. Rumori ottenuti a percussione su metalli, legni, pelli, pietre, terrecotte, ecc.
6. Voci di animali e di uomini: gridi, strilli, gemiti, urla, ululati, risate, rantoli, singhiozzi

Russolo afferma che questi sono i più caratteristici tra i rumori fondamentali e che tutti gli altri rumori non sono altro che le associazioni e le combinazioni di questi. Costruì una famiglia di strumenti, gli Intonarumori, per imitare questi sei tipi di rumori. Il lavoro di Luigi Russolo attirò l'attenzione di compositori e artisti come Honegger, Strawinsky, Ravel, il Gruppo deif Sei, Milhaud, De Falla, Casella, Varèse (che ha anche presentato, nel 1929, l'ultimo concerto pubblico di Russolo durante l'inaugurazione di una mostra di pittori futuristi alla Galerie 23 di Parigi), Kahan, Diaghilev, Claudel e Mondrian che scrissero a proposito dell'Intonarumori in un articolo per la rivista De Stijl.

## Conclusioni
Russolo include un elenco di conclusioni:
(Luigi Russolo, L'arte dei rumori, pp. 15-16, Milano, 11 marzo 1913)

## Galleria di lavori

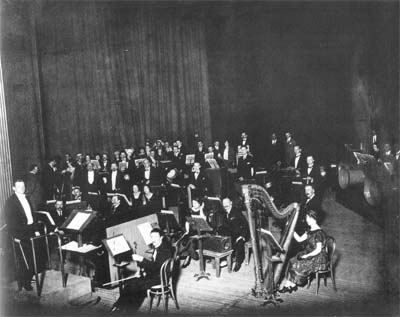
Foto di un concerto di Intonarumori con macchine del rumore
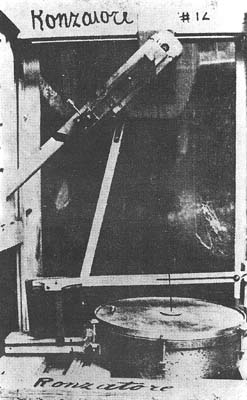
Foto dell'interno di una macchina Intonarumori
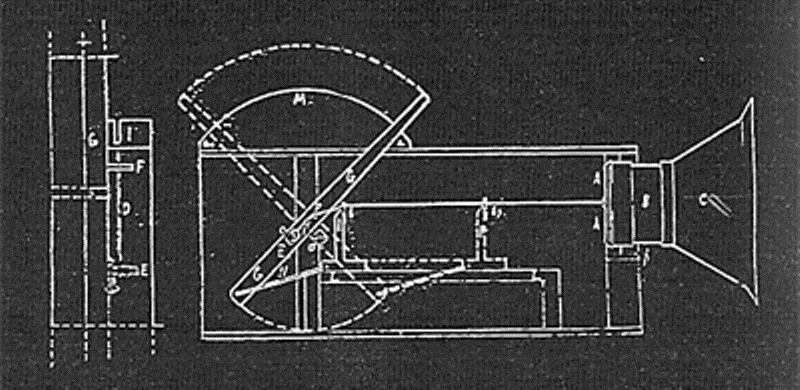
Schema di istruzioni per la costruzione di una macchina del rumore Intonarumori
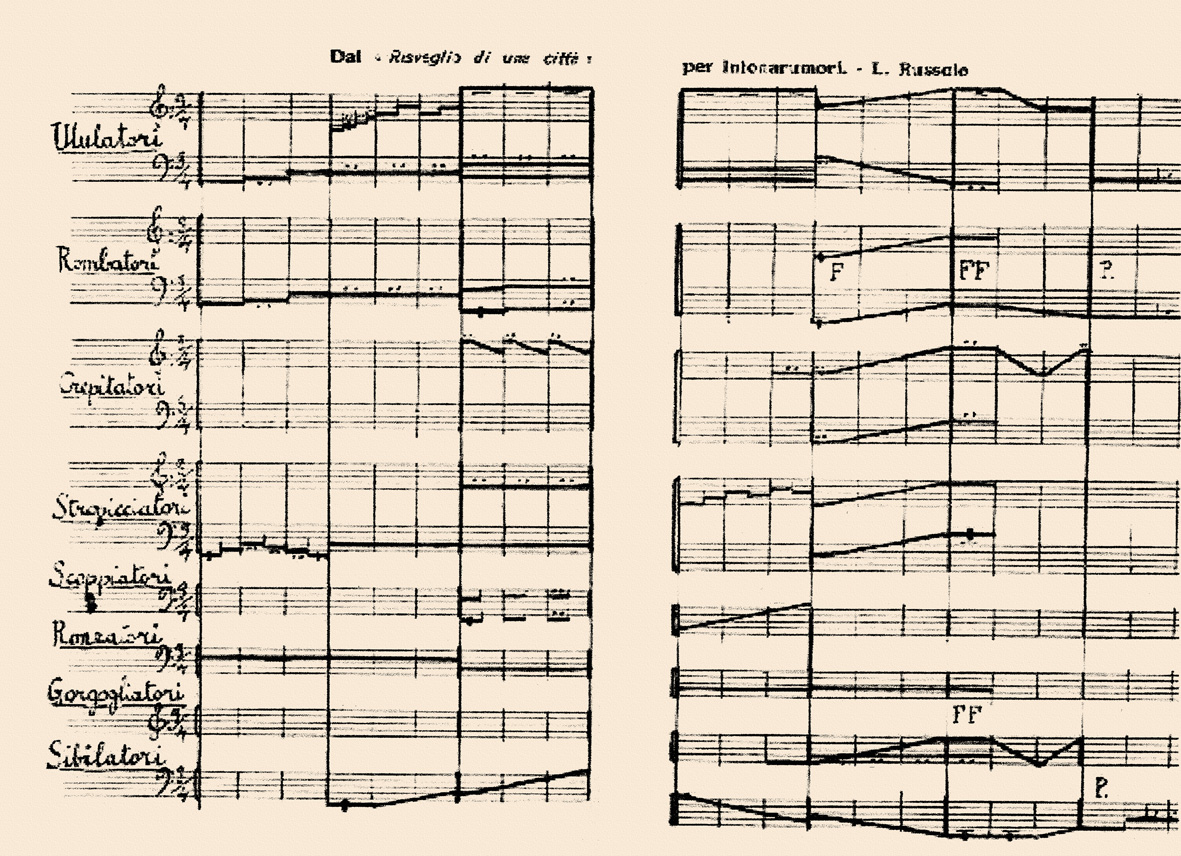
Russolo, 1913: partitura di notazione enarmonica per Intonarumori
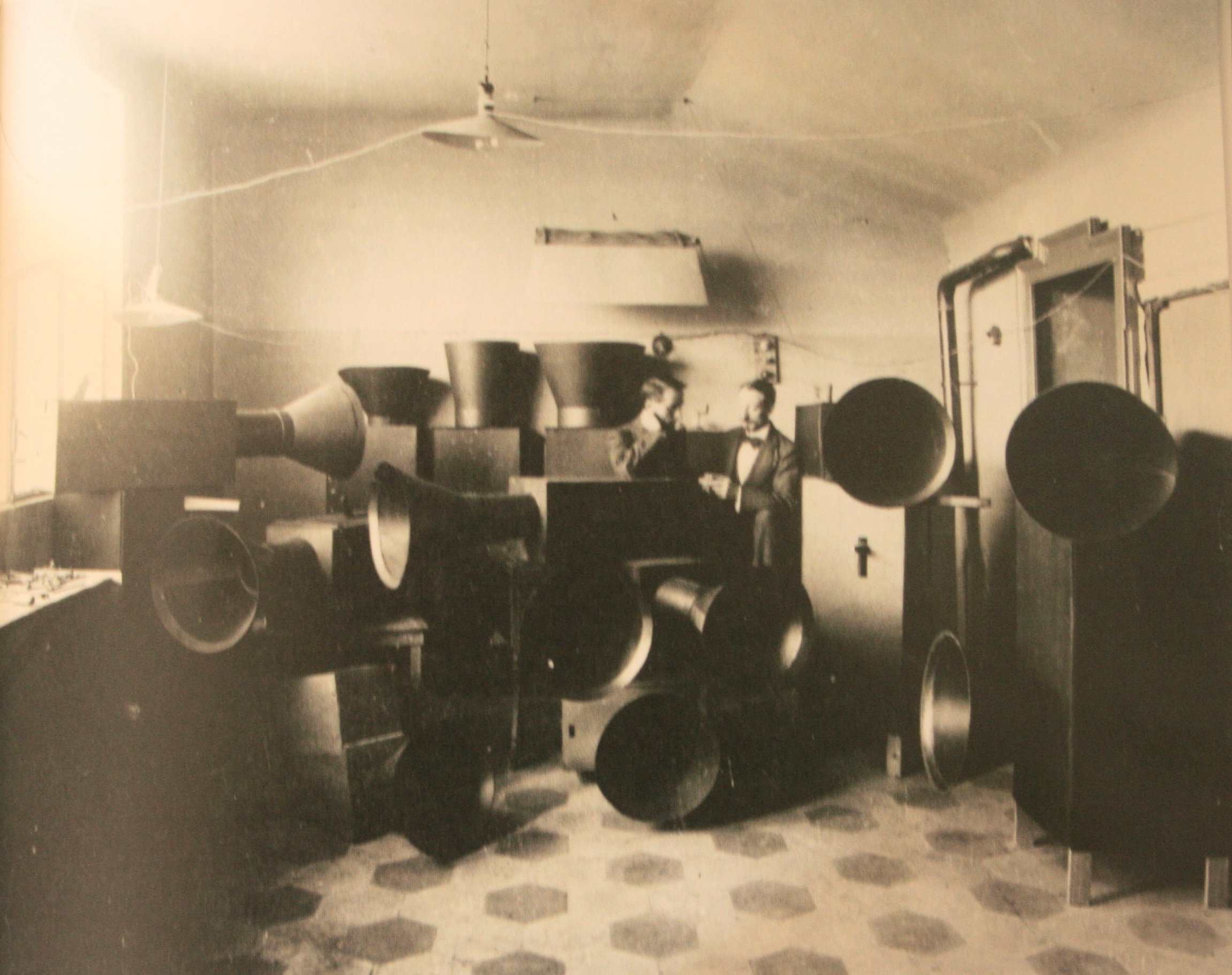
Russolo, 1913 e il suo assistente Ugo Piatti nel loro studio di Milano con l'Intonarumori (macchina del rumore)

## Musicisti/Artisti influenzati daL'arte dei rumori
- John Cage[10]
- Pierre Schaeffer[2]
- Pierre Henry[2]
- Art of Noise[11]
- Adam Ant[12]
- Einstürzende Neubauten[2]
- Test Dept[2]
- DJ Spooky[2]
- Dywane Thomas, Jr.[13]
- The Sufis
- Francisco López[2]
- Panayiotis Kokoras
- Intonarumori[14]
- R. Henry Nigl[15]
- Material[16]
- Jean-Luc Hervé Berthelot
- Spiral-Shaped Mind
- Marinos Koutsomichalis
- Luciano Chessa
- Lucas Pastina
- The New Blockaders
- Radium Audio
- Julia Bünnagel